# Kula (Bulgária)
Kula (bolgárul: Кула) Bulgária északnyugati részén fekvő város. Vidin és Belogradcsik után Vidin megye harmadik legnépesebb települése, valamint Kula község adminisztratív központja, amely a megyeszékhelytől 30 km-re nyugatra, a Vrška čuka-határátkelőtől 13 km-re keletre fekszik. 2020-ban a város lakossága 3110 fő volt. Legfőbb nevezetessége a római kori Castra Martis városának romjai.

## Fekvése
A város Bulgária északnyugati nyúlványában elterülő, a Dunára lejtő dombvidéken fekszik, a folyam légvonalban 25 km-re folyik a központtól. A település a szerb-bolgár határtól keletre található, a rajta áthaladó 14-es főúton a Vrška čuka határátkelő mindössze 13 km-re van, míg a Vidin–Calafat híd és bolgár-román átkelőhely 41 km-re található.

## Története

### Római uralom
A Kr. u. 1. században a Római Birodalom meghódította a Balkán-hegység és a Duna közötti területeket, amelyeket aztán  Moesia tartományba integráltak, ekkor erősített limes épült a Duna és a Via Istrum mentén. Ennek részeként erődöket és őrhelyeket építettek, amelyek közül az egyik Castra Martis volt. Az újonnan létrehozott város biztosította a Naissususban található Via Istrum és a Via Militaris közötti elágazást a nyugati Hemus-hegységben (a Balkán-hegység korabeli neve) található Vrška čuka-hágó felett. Az erőd a háború istenéről, Marsról kapta a nevét.
A dák–római háborúk végén Traianus császár Dacia meghódításával a határt északra tolta. A 3. század végén és a 4. század elején, Dacia elhagyása után Aurelianus császár alatt, az al-dunai limesszakaszt újjáépítették és megerősítették, beleértve Castra Martist is.
A város fontos püspökség volt, amelynek püspöke, Calvus 342-ben részt vett a serdicai zsinaton. Gratianus nyugat-római császár 378-ban ide vonult vissza az argentovariai csata után. Éppen Adrianopel felé tartott, hogy Valens kelet-római császárnak fegyveres segítséget nyújtson a gótok ellen, amikor csatába keveredett. 408-ban vagy 409-ben a hunok foglalták el Uldin vezetésével, aki később Trákiához csatolta. A 4. században többször is érintették a gótok támadásai. Prokopiosz szerint Castra Martis egyike volt azoknak az erődöknek, amelyeket I. Justinianus (527–565) kelet-római császár épített a szláv törzsek inváziója ellen. Az újjáépített erődöt a szlávok és avarok vették át a 6. században. Az 586-588-as avar invázió során az ősi város végleg megsemmisült.
A következő évszázadokban a régió központja a közeli Vidinbe tevődött át. Csak a 13. és a 14. században, a második bolgár birodalom és a Vidini Királyság idején építették újjá és erősítették meg az erődöt, amely Vidin védelmének egyik sarokköve volt. 1396-ban az erődöt az oszmán törökök elfoglalták és végül elpusztították.
Az ősi erődöt Felix Philipp Kanitz osztrák-magyar részész találta meg. A városban ma egy helyi múzeum mutatja be az erőd leleteit és Castra Martis miniatűr rekonstrukcióját. A város jelenlegi neve az erőd még megmaradt tornyából (bolgárul Kula) származik. Emellett az ókori város 2005 óta az antarktiszi Livingston-sziget egyik dombjának, a Castra Martis-dombnak a névadója.

### Az oszmán uralomtól napjainkig
Az oszmán hódítás után a város a vidini szandzsák része lett. A 18. században a renegát Osman Pazvantoğlu janicsár uralma alá tartozott. 1850-ben Okolija, Vidin, Kula, Lom és Belogradcsik lakossága megkísérelt egy törökellenes felkelést kirobbantani (vidini felkelés), amelyet azonban brutálisan levertek.
A krími háború (1853-1856) után 600 cserkesz családot telepítettek Kulába. Midhat pasa uralma számos reformot indított el. Megújult a Vidin felé vezető út, és Kulában 1859-ben megnyílt az első bolgár iskola, amelyet a bolgár közösség finanszírozott. A Péter-Pál-templom 1863 és 1864 között épült. Kula a közeli Vidin gazdasági fellendüléséből is profitált a dunai hajózás növekedése miatt. Amikor azonban a szomszédos Lomot 1866-tól országút kötötte össze a fővárossal, Szófiával, Vidin és környezete lemaradt, és jelentősége érezhetően visszaesett. Kula lakossága részt vett az 1876-os véres áprilisi felkelésben, az elesett szabadságharcosokat a közeli Rakovszki kolostorban temették el. Bulgária felszabadításával az 1877-78-as orosz–török háború után egy orosz hadtestet Kulában állomásoztattak.
A csendes kisvárosban napjainkban a gumi- és műanyaggyártás dominál, valamint a közeli határátkelők miatti átmenő forgalom.

## Fordítás
- Ez a szócikk részben vagy egészben  a   Kula (Bulgarien) című német Wikipédia-szócikk ezen változatának fordításán alapul.  Az eredeti cikk szerkesztőit annak laptörténete sorolja fel. Ez a jelzés csupán a megfogalmazás eredetét és a szerzői jogokat jelzi, nem szolgál a cikkben szereplő információk forrásmegjelöléseként.